# Rolf Caroli
Rolf Caroli (ur. 23 grudnia 1933 w Halle, zm. 10 czerwca 2007 tamże) – niemiecki bokser, trzykrotny medalista mistrzostw Europy, olimpijczyk. W czasie kariery reprezentował Niemiecką Republikę Demokratyczną.

## Osiągnięcia sportowe
Startował w wadze lekkośredniej (do 71 kg). Przegrał w niej pierwszą walkę na mistrzostwach Europy w 1953 w Warszawie. Na kolejnych mistrzostwach Europy w 1955 w Berlinie Zachodnim zdobył brązowy w tej wadze po wygraniu m.in. z Jensem Andersenem z Danii w eliminacjach i przegranej w półfinale z Karlosem Dżanerianem ze Związku Radzieckiego.

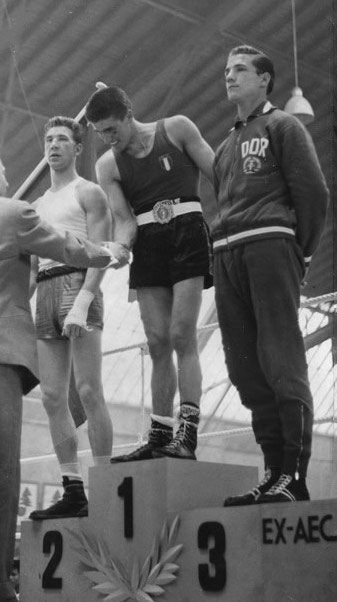
Podium mistrzostw Europy w 1959. Od prawej: Caroli, Nino Benvenuti i Henryk Dampc

Ponownie zdobył brązowy medal w wadze lekkośredniej na mistrzostwach Europy w 1957 w Pradze po wygraniu dwóch walk i przegranej w półfinale z Nino Benvenutim z Włoch. Po raz trzeci wywalczył brązowy medal na mistrzostwach Europy w 1959 w Lucernie po wygraniu dwóch walk (w tym ćwierćfinałowej walkowerem z Peterem Müllerem ze Szwajcarii) oraz porażce w półfinale z Henrykiem Dampcem.
Wystąpił we wspólnej reprezentacji Niemiec na igrzyskach olimpijskich w 1960 w Rzymie, gdzie przegrał pierwszą walkę z Pedro Vottą z Urugwaju i odpadł z turnieju.
Był mistrzem NRD w wadze lekkośredniej w latach 1955–1957, 1959 i 1960.
Później pracował jako trener.